# Horizontális géntranszfer

A genetikai információ mozgásának iránya az élővilág nagy csoportjaiban

A horizontális vagy laterális géntranszfer az a jelenség, amikor élőlények géneket, genetikai információt adnak át egymásnak. A vertikális géntranszfer a szaporodás útján az utódoknak juttatott géneket jelenti, a horizontális géntranszfer esetében azonban az egyedek nem feltétlenül rokonok, sőt más fajhoz is tartozhatnak. A jelenség sok faj evolúciójában játszott fontos szerepet.
A legtöbb esetben a horizontális géntranszfer áll a baktériumok antibiotikum-rezisztenciájának hátterében, de így jelennek meg olyan baktériumok is, amelyek képesek lehetnek a természetben megjelenő új anyagok, például a peszticidek lebontására. A génátadás legtöbbször vírusok (bakteriofágok) vagy plazmidok részvételével zajlik. A gének fajok közötti átadása az egysejtű mikroorganizmusok esetében feltehetően sokkal gyakoribb, mint korábban gondolták, és lehetséges, hogy a genetikai információ megszerzésének domináns formája.
Elvileg az emberek által végzett génsebészet is a horizontális géntranszfer egyik formája.

## Felfedezése
A horizontális géntranszfert először 1951-ben írták le egy seattle-i közleményben, amikor kimutatták, hogy vírusgén bevitelével a diftéria kórokozója (Corynebacterium diphtheriae) virulenssé válhat. Egyúttal arra is fény derült, hogy a diftériabaktériummal megfertőzött betegek miért élhetnek hosszú ideig minden tünet nélkül, hogy aztán hirtelen kitörjön rajtuk a betegség. A baktériumok közötti génátadást elsőként Japánban ismerték fel, ahol 1959-ben megfigyelték az antibiotikum-rezisztencia egyik törzsről a másikra való átterjedését. A 80-as években felismerték, hogy a géntranszfernek nagy szerepe lehetett a földi élet kezdeti szakaszaiban. A 90-es és 2000-es években nyilvánvalóvá vált, hogy nem csak a prokarióták, hanem az egysejtű eukarióták törzsfejlődésében is jelentős szerepet játszott a fajok közötti génátadás.
A genetikailag módosított élelmiszernövények terjedésével felhívták a figyelmet, hogy erős, virális eredetű onkogének kerülhetnek az emberbe is, akár a baktériumok közvetítésével.

## Mechanizmusa
A gének átadására több módszer létezik:
- transzformáció: a baktériumok képesek a külvilágból hosszabb DNS vagy RNS molekulákat felvenni és azt beépíteni a saját genomjukba.[23] A jelenség a természetben is előfordul, de a laboratóriumokban is rendszeresen alkalmazzák genetikailag módosított baktériumok létrehozásánál. Az eukariótákra nem jellemző.
- transzdukció: ebben az esetben a bakteriális DNS egy része az őt megfertőző vírus (bakteriofág) kapszidjába csomagolódik be, majd az megfertőz egy másik baktériumot, átadva neki az eredeti DNS-darabot.[23]
- konjugáció (átmeneti egyesülés): az F-plazmid képes elindítani egy folyamatot (amelyet sokszor a baktériumok szexuális szaporodásának neveznek), amelyben az egyik baktérium összekapcsolódik egy társával és átadja neki lemásolt genomjának egy példányát.[23]
- géntranszferáló elemek: egyes baktériumok (Rhodobacterales rend) bakteriofágszerű részecskéket termelnek, amelyek képesek DNS-átvitelre.[24]

A sejten belül néha a transzpozonok (ugráló gének) képesek egy szomszédos gént magukkal ragadni és átvinni egy másik kromoszómára vagy plazmidra.

## Génátadás az egyes csoportokban

### Vírusok
Az amőbák vírusaihoz tartozik a nagy méretű Mimivirus, valamint a Szputnyik virofág. Utóbbi önmagában szaporodásképtelen, aktív mimivírus-fertőzés szükséges a reprodukciójához. 13 génje közül három a Mimivirus és a hasonló Mamavirus bizonyos génjeinek közeli rokona, feltehetőleg tőlük szerezte valamikor a régmúltban. A vírusok gazdaszervezeteitől is beszerezhetnek géneket, mint a geminivírus és a dohány, vagy a Rous-szarkómavírus és a csirke esetében.

### Prokarióták
A baktériumok körében viszonylag gyakori a géncsere, akár nagyon távoli rokon fajok között is. Az antibiotikum-rezisztencia gyors terjedésének ez az egyik oka. A napjainkban felbukkanó, szinte valamennyi gyógyszerrel szemben ellenálló Staphylococcus aureus törzsek is így jöttek létre és a felelőtlenül használt antibiotikumok okozta erős szelekció biztosította elterjedésüket. A baktériumok horizontális géntranszferrel virulenciafaktorokat (exotoxinok vagy exoenzimek génjeit) is beszerezhetnek. Az Escherichia coli így kapta meg a Shigelláktól a Shiga toxin génjét.

### Eukarióták
- Az eukarióta sejtekben található mitokondriumok és kloroplasztiszok valamikor önálló baktériumok voltak. Eredeti génjeik nagy része mára átkerült a sejtmagban található kromoszómákba.[30]
- A Saccharomyces cerevisiae élesztőgomba genomjában bakteriális géneket találtak.[31]
- A tehénborsó-zsizsik (Callosobruchus chinensis) endoparazitájától, a Wolbachia baktériumtól szerzett be géneket.[32]
- A Rafflesiaceae családba tartozó trópusi parazita növények gazdanövényeiktől kapták meg mitokondriális DNS-ük egyes darabjait.[33][34] A bab (Phaseolus) mitokondriális génjei között ismeretlen eredetű kloroplasztisz-DNS fragmentumokra bukkantak.[35]
- A parazita vajvirágfélékhez tartozó Striga hermonthica egyik ismeretlen funkciójú génje gazdanövénye, a cirok (Sorghum bicolor) kromoszómáiból került át.[36]
- A borsótetűnek (Acyrthosiphon pisum) több, gombáktól származó génje van,[37][38] ez az egyetlen ismert állat, amelyik karotinoidot képes termelni.[37]
- A malária kórokozója, a Plasmodium vivax az emberből szerzett olyan genetikai információt, amely segítheti a testben való hosszas tartózkodását.[39]
- A kávészú (Hypothenemus hampei) HhMAN1 génje bakteriális jellegű és feltételezik, hogy a bélcsatornájában élő mikroorganizmusoktól származik.[40][41]
- A páfrányokban található egy moha eredetű gén, amely segíti a sötét erdőkben való túlélést. Becslések szerint 180 millió évvel ezelőtt történt a géncsere.[42]
- Egy felmérés szerint az ember kb. 20 ezer génje közül mintegy 100 idegen eredetű.[43]
- A kerekesférgek Bdelloidea családjában a bakteriális eredetű gének száma eléri a 8%-ot.[44]

## Evolúciós jelentősége
A horizontális géntranszfer miatt félrevezető lehet egyetlen gén alapján leszármazási grafikonokat szerkeszteni. Ha például két, egyébként távoli rokon baktériumtörzset olyan DNS-szakasz alapján hasonlítanak össze, amelyet átadtak egymásnak, akkor közelinek fognak tűnni, még akkor is ha többi génjük egyáltalán nem hasonlít. Ezért a megbízható rokonsági fák a lehető legtöbb gént kell, hogy összevessék. Korábban a prokarióták rokonsági viszonyainak meghatározására a riboszomális RNS nukleotidsorrendjét használták, mert kellően konzervatívnak, de valamennyire mégis variábilisnek vélték. Újabban azonban felmerült, hogy nem lehet kizárni az rRNS-gén atadását és újra kellene értékelni a rokonsági viszonyokat. Sőt, a Darwin óta megszokott életfák helyett inkább hálózatos ábrákat kellene bevezetni a fajok közötti leszármazási kapcsolatok szemléltetésére. A génátadás miatt lehetséges, hogy nem is létezett az élet korai formáit kutató biológusok által feltételezett "legutolsó közös ős", egy olyan életforma, amely a mai élővilág három nagy ágának (eukarióták, baktériumok és archeák) minden korai génjét tartalmazta. Minden génnek megvan a maga története, ami nem feltétlenül azonos a hordozó faj történetével.

## Fordítás
- Ez a szócikk részben vagy egészben  a   Horizontal gene transfer című angol Wikipédia-szócikk ezen változatának fordításán alapul.  Az eredeti cikk szerkesztőit annak laptörténete sorolja fel. Ez a jelzés csupán a megfogalmazás eredetét és a szerzői jogokat jelzi, nem szolgál a cikkben szereplő információk forrásmegjelöléseként.